# Brug 78
Brug 78 is een vaste brug in Amsterdam-Centrum.
De verkeersbrug vormt voor wegverkeer de verbinding tussen de Funenkade en het Zeeburgerpad. Voor wat betreft de scheepvaart vormt de onderdoorgang de verbinding tussen het Lozingskanaal, de Nieuwevaart en even verder de Oostenburgergracht. Het Zeeburgerpad vormt over haar gehele lengte de scheidslijn tussen vaart en kanaal. De brug biedt uitzicht op rijksmonument molen De Gooyer, alsmede het gemeentelijke monument Zeeburgerdijk 21-23. De Gooyer was ook een tijdlang de naamgever van deze brug, maar in april 2016 maakt de gemeente Amsterdam een eind aan deze officieuze vernoeming.
Er kwam hier een brug rond 1882, toen de Nieuwe Vaart werd doorgetrokken en het “Loozing Kanaal” werd gegraven. Er lag hier een ijzeren liggerbrug met houten planken/balken, die zowel in 1903 als in 1906 buiten dienst gesteld moest worden vanwege onderhoud. De brug kreeg weinig verkeer, want voor het grote verkeer was de verbinding Molukkenstraat (Veebrug, brug 261) en Veelaan (Slachthuisbrug, brug 262) veel belangrijker. In 1957 blijkt die brug niet te handhaven; er worden door  architect Cornelis Johannes Henke van Publieke Werken tekeningen gemaakt. Het zou tot 1967 duren voordat de gemeente de aanbesteding uitschreef. De brug ligt op een moeilijke plaats om te bereiken voor vrachtverkeer, reden waarom de bouw ongeveer een jaar in beslag nam. Het gehele stuk Zeeburgerpad tot aan Molukkenstraat/Veelaan wordt daardoor verkeersluw, ook voetgangers en fietsers moeten namelijk omlopen/opfietsen. De nieuwe brug werd van beton op betonnen paalfundering en funderingsplaten. Henke zou weinig bruggen voor Amsterdam ontwerpen.  

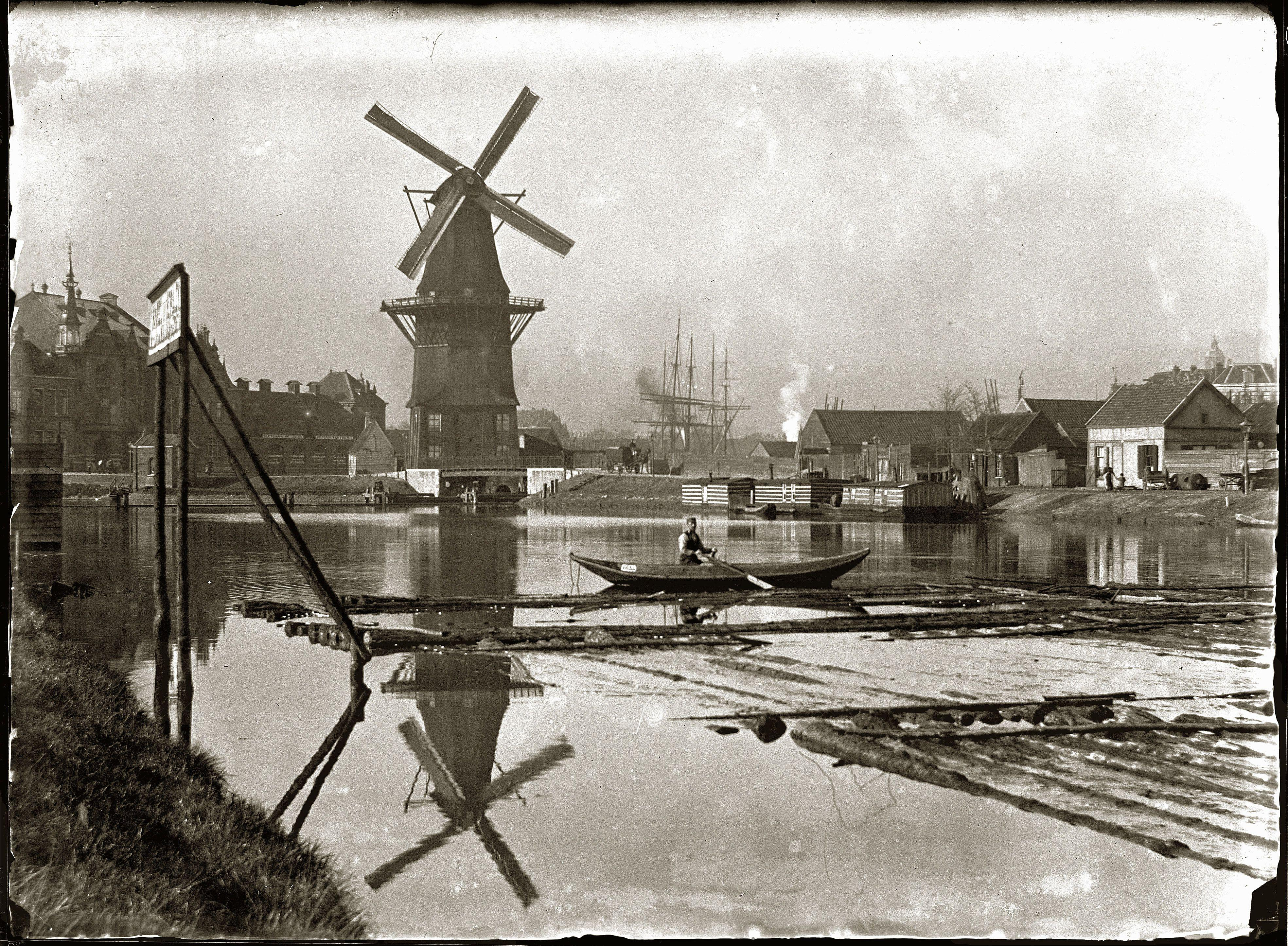
Jacob Olie legde de brug vast in 1896; op de voorgrond het Lozingskanaal

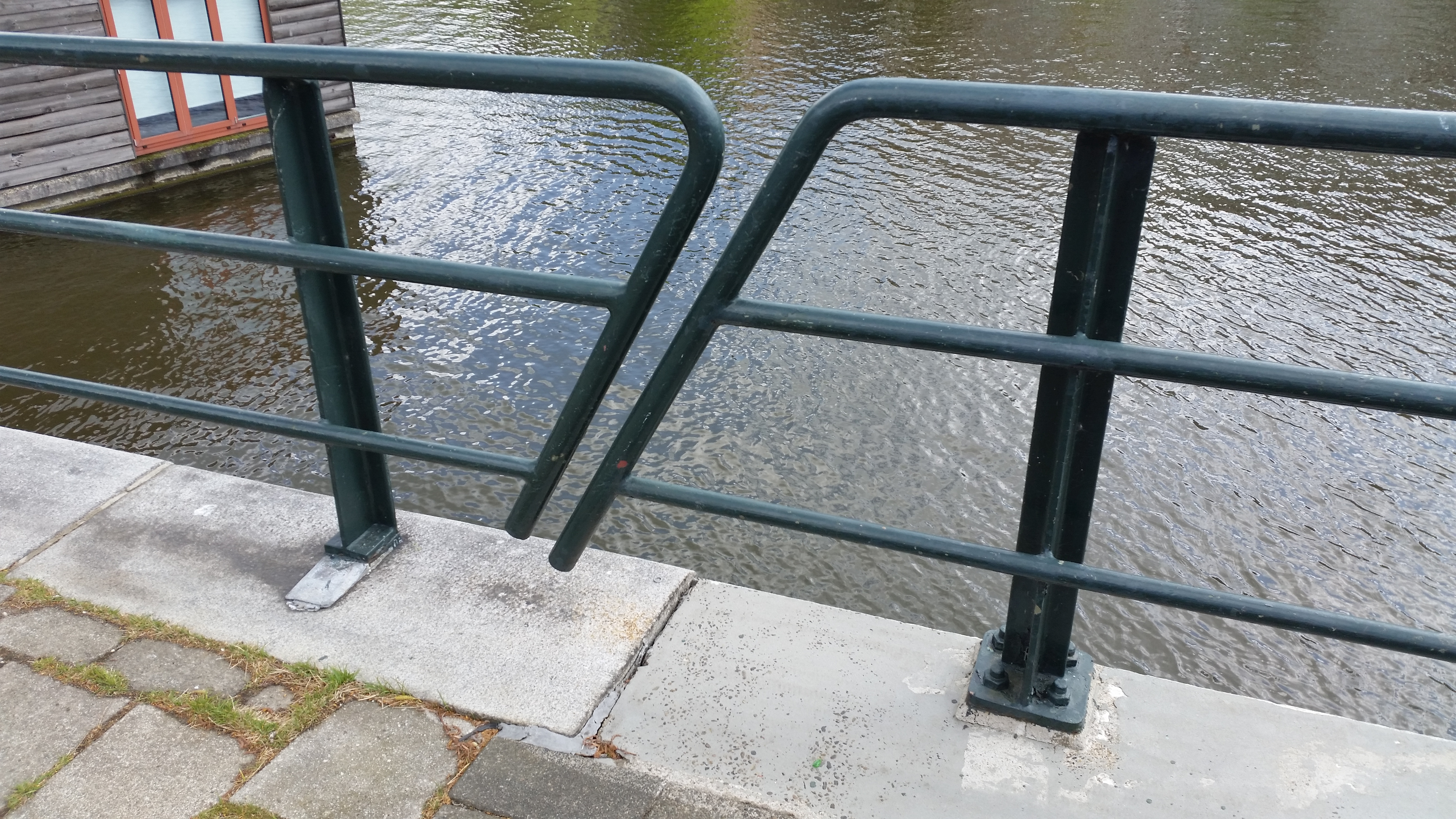
Brugleuning van brug 78 (april 2020)

1 · 2 · 3 · 4 · 5 · 6 · 7 · 8 · 9 · 10 · 11 · 12 · 13 · 14 · 15 · 16 · 17 · 18 · 19 · 20 · 21 · 22 · 23 · 24 · 25 · 26 · 27 · 28 · 29 · 30 · 31 · 32 · 34 · 35 · 36 · 37 · 38 · 39 · 40 · 41 · 42 · 43 · 44 · 45 · 46 · 47 · 48 · 49 · 50 · 51 · 52 · 53 · 54 · 55 · 56 · 57 · 58 · 59 · 60 · 61 · 62 · 63 · 64 · 65 · 66 · 67 · 68 · 69 · 70 · 71 · 72 · 73 · 74 · 75 · 76 · 77 · 78 · 79 · 80 · 81 · 82 · 84 · 85 · 86 · 87 · 88 · 89 · 90 · 91 · 92 · 93 · 94 · 95 · 96 · 97 · 98 · 99 · >>>
Brugnummers 33 en 83 zijn niet (meer) vergeven